# Quốc Thái (xã)
Quốc Thái là một xã cũ thuộc huyện An Phú, tỉnh An Giang, Việt Nam.

## Địa lý
Xã Quốc Thái nằm ở phía bắc huyện An Phú, có vị trí địa lý:
- Phía đông giáp xã Phú Hữu và Campuchia với ranh giới là sông Hậu
- Phía tây giáp xã Nhơn Hội và xã Phú Hội
- Phía nam giáp xã Phước Hưng
- Phía bắc giáp xã Khánh An và xã Khánh Bình.

Xã Quốc Thái có diện tích 10,77 km², dân số năm 2019 là 11.915 người, mật độ dân số đạt 1.106 người/km².
Tại địa phương có làng Chăm với thánh đường lớn là Masjid Jamiul Muslimin thuộc ấp Đồng Ky. Xã Quốc Thái cũng giáp với hồ nước Búng Bình Thiên.

## Hành chính
Xã Quốc Thái được chia thành 5 ấp: Búng Bình Thiên, Đồng Ky, Quốc Khánh, Quốc Hưng và Quốc Phú.

## Lịch sử
Xã Quốc Thái được thành lập vào ngày 12 tháng 1 năm 1984 trên cơ sở tách ấp 4 của xã Nhơn Hội, ấp 1 của xã Phước Hưng và các cồn Bắc, cồn Nam, cồn Liệt sĩ của xã Phú Hữu. Tên xã được ghép từ tên của hai liệt sĩ tại địa phương là Nguyễn Văn Quốc và Võ Hoàng Thái.
Khi mới thành lập, xã thuộc huyện Phú Châu.
Ngày 13 tháng 11 năm 1991, huyện Phú Châu được chia lại thành hai huyện An Phú và Tân Châu, xã Quốc Thái thuộc huyện An Phú.
Ngày 16 tháng 6 năm 2025, Ủy ban Thường vụ Quốc hội ban hành Nghị quyết số 1654/NQ-UBTVQH15 về việc sắp xếp các đơn vị hành chính cấp xã của tỉnh An Giang năm 2025. Theo đó, sắp xếp toàn bộ diện tích tự nhiên, quy mô dân số của xã Quốc Thái, xã Nhơn Hội, một phần diện tích tự nhiên, quy mô dân số của xã Phước Hưng và phần còn lại của xã Phú Hội sau khi sắp xếp thành xã mới có tên gọi là xã Nhơn Hội.